# トラピックス
トラピックス（trapics）は、旅行会社の阪急交通社の国内海外パッケージツアー商品のブランドである。
1989年（平成元年）に「トラベル」（travel）と「トピックス」（topics）を合わせて作られた造語で、大阪の阪急グランドビル17階にオープンしたパッケージツアーの窓口で使われたのが最初。以後、全国の支店で拡大。海外旅行のシェアが高く特にヨーロッパ方面に強い（パッケージツアー送客数日本一）。
リピーター向け会員誌「トラピックス倶楽部」は1999年（平成11年）に関西版として創刊。首都圏版は当初「あらうんど」と称した。（2000年4月に「阪急旅倶楽部」に改称、翌年から「トラピックス倶楽部」に統一）
現在では、エリア別に北海道版・北東北版・南東北版・首都圏版・北関東版・新潟版・長野版・静岡版・中部版・北陸版・西日本海外版・関西版・岡山版・広島版・香川徳島版・愛媛版・高知版・九州版・九州海外版・長崎版・熊本版・大分版・宮崎版・鹿児島版が発行されており、2003年には総部数300万部を突破した。
同社のメディア販売の国内旅行・海外旅行基幹ブランドであり、同社が2005年より、新聞広告出稿量が日本一となった原動力にもなった。より上質なブランドとしてクリスタルハート、ロイヤルコレクションがある。
2019年（令和元年）にトラピックス誕生30周年、トラピックス倶楽部関西版創刊20周年を迎えた。